# Championnat d'Albanie de basket-ball
Le championnat d'Albanie de basket-ball est le plus haut niveau du basket-ball masculin en Albanie. Il regroupe les 12 meilleures équipes albanaises, réparties en deux divisions.

## Compétition
Les équipes membres de ce championnat sont regroupées en deux divisions: la ligue A1 et la ligue B2. Chaque division comprend six équipes qui s'affrontent à quatre reprises chacune en deux phases différentes durant de la saison régulière. Lors de chaque phase, un club joue à deux reprises contre les autres équipes, une fois à domicile et une à l'extérieur, soit un total de 20 matchs disputés lors de la saison régulière. À l'issue de la saison régulière, les quatre premières équipes sont qualifiées pour les play-offs, où le premier affronte le quatrième et le second rencontre le troisième, au meilleur des trois matchs. Les vainqueurs s'affrontent en finale qui se dispute au meilleur des cinq matchs. Le vainqueur est alors déclaré champion d'Albanie.
Le club classé cinquième de la saison régulière dispute un Play-out face au deuxième de la ligue B2, le vainqueur ayant le droit de jouer en A1. L'équipe classée à la sixième et dernière place est reléguée en B2.

## Palmarès
- 1946: KB Tirana
- 1947: Ylli Kuq Durrës
- 1948: KB Tirana
- 1949: KB Tirana
- 1950: KB Tirana
- 1951: Partizan Tirana
- 1952: Partizan Tirana
- 1953: Partizan Tirana
- 1954: Partizan Tirana
- 1955: KB Durrës
- 1956: Partizan Tirana
- 1957: KB Tirana
- 1958: Partizan Tirana
- 1959: Partizan Tirana
- 1960: Partizan Tirana
- 1961: KB Tirana
- 1962: KB Tirana
- 1963: KB Tirana
- 1964: Partizan Tirana
- 1965: KB Tirana
- 1966: Non disputé
- 1967: Vllaznia Shkodër
- 1968: Partizan Tirana
- 1969: Partizan Tirana
- 1970: Partizan Tirana
- 1971: KB Tirana
- 1972: Partizan Tirana
- 1973: Partizan Tirana
- 1974: Partizan Tirana
- 1975: Partizan Tirana
- 1976: Partizan Tirana
- 1977: Partizan Tirana
- 1978: Partizan Tirana
- 1979: Partizan Tirana
- 1981: Partizan Tirana
- 1982: Partizan Tirana
- 1983: Partizan Tirana
- 1984: Partizan Tirana
- 1985: Partizan Tirana
- 1986: Partizan Tirana
- 1987: Partizan Tirana
- 1988: Partizan Tirana
- 1989: Partizan Tirana
- 1990: Vllaznia Shkodër
- 1991: Partizan Tirana
- 1992: Partizan Tirana
- 1993: Vllaznia Shkodër
- 1994: BK Pogradeci
- 1995: Dinamo Tirana
- 1996: Partizan Tirana
- 1997: Vllaznia Shkodër
- 1998: Vllaznia Shkodër
- 1999: KB Tirana
- 2000: Vllaznia Shkodër
- 2001: KB Tirana
- 2002: KB Tirana
- 2003: Valbona Bajram Curri
- 2004: Valbona Bajram Curri
- 2005: Valbona Bajram Curri
- 2006: Valbona Bajram Curri
- 2007: Valbona Bajram Curri
- 2008: KB Tirana
- 2009: KB Tirana
- 2010: KB Tirana
- 2011: KB Tirana
- 2012: KB Tirana
- 2013: BC Kamza
- 2014: Vllaznia Shkodër
- 2015: Vllaznia Shkodër
- 2016: Vllaznia Shkodër
- 2017: KB Tirana
- 2018: KB Tirana
- 2019: AS Goga
- 2020: Titre non-attribué pour cause de Covid-19
- 2021: Teuta Durrës
- 2022: Teuta Durrës
- 2023: KB Tirana
- 2024: KB Besëlidhja
- 2025: KB Besëlidhja

## Bilan par club
| Club                                   | Titres | Ville    | Année |
| -------------------------------------- | ------ | -------- | --- |
| BC Partizan Tirana                     | 33     | Tirana   | 1951, 1952, 1953, 1954, 1956, 1958, 1959, 1960, 1964, 1968, 1969, 1970, 1972-1989, 1991, 1992, 1996                          |
| KB Tirana                              | 21     | Tirana   | 1946, 1948, 1949, 1950, 1957, 1961, 1962, 1963, 1965, 1971, 1999, 2001, 2002, 2008, 2009, 2010, 2011, 2012, 2017, 2018, 2023 |
| Vllaznia Shkodër                       | 9      | Shkodër  | 1967, 1990, 1993, 1997, 1998, 2000, 2014, 2015, 2016                                                                         |
| BC Kamza/Valbona Bajram Curri          | 6      | Tirana   | 2003, 2004, 2005, 2006, 2007, 2013                                                                                           |
| Ylli Kuq Durrës/KB Durrës/Teuta Durrës | 4      | Durrës   | 1947, 1955, 2021, 2022 |
| KB Besëlidhja                          | 2      | Lezhë    | 2024, 2025 |
| AS Goga                                | 1      | Durrës   | 2019 |
| Dinamo Tirana                          | 1      | Tirana   | 1995 |
| BK Pogradeci                           | 1      | Pogradec | 1994 |